# White Strait
Die White Strait ist eine Meerenge vor der Scott-Küste des ostantarktischen Viktorialands. Im Ross-Archipel trennt sie Black Island von White Island.
Teilnehmer der Discovery-Expedition (1901–1904) unter der Leitung des britischen Polarforschers Robert Falcon Scott kartierten sie erstmals. Wissenschaftler einer von 1958 bis 1959 durchgeführten Kampagne der New Zealand Geological Survey Antarctic Expedition benannten sie nach dem Bergsteiger M. R. White, der an dieser Unternehmung beteiligt war.